# جولي هاجرتي
جولي هاجرتي (بالإنجليزية: Julie Hagerty)‏ (و. 1955  م) هي ممثلة تلفزيونية، وممثلة أفلام، وعارضة، وممثلة مسرحية، وممثلة صوت أمريكية، ولدت في سينسيناتي، أوهايو.

## جوائز
حصلت على جوائز منها:

جائزة المسرح العالمي (1986)

## وصلات خارجية
- جولي هاجرتي على موقع IMDb (الإنجليزية)
- جولي هاجرتي على موقع ألو سيني (الفرنسية)
- جولي هاجرتي على موقع أول موفي (الإنجليزية)
- جولي هاجرتي على موقع قاعدة بيانات برودواي على الإنترنت (الإنجليزية)
- جولي هاجرتي على موقع قاعدة بيانات الأفلام السويدية (السويدية)
- جولي هاجرتي على موقع إن إن دي بي (الإنجليزية)
- جولي هاجرتي على موقع ديسكوغز (الإنجليزية)
- جولي هاجرتي على موقع قاعدة بيانات الفيلم (الإنجليزية)
- جولي هاجرتي على موقع كينوبويسك (الروسية)